# 삼성고른기회장학재단
삼성고른기회장학재단은 대한민국의 민간 장학재단이다. 삼성고른기회장학재단은 이른바 "삼성 X파일" 사건 이후 이건희 전 삼성그룹 회장이 헌납한 약 8,000억 원을 바탕으로 지난 2006년 10월에 설립됐다. 교육과학기술부는 이를 국가 장학 및 학자금 전문 기관인 한국장학재단으로 편입시키는 방안을 검토하였으나 무산되었다.
삼성 측은 당시 재단 운영에 일절 관여하지 않겠다고 약속했으며, 이에 따라 재단은 순수 민간 장학재단의 성격을 유지하며 그동안 경제적으로 어려운 학생과 단체를 지원해왔다.
2009년 10월 교과부가 이사 선임에 개입했다는 의혹이 제기되었다.